# Spéth Károly
Spéth Károly (Lippa, 1822. június 30. – Temesvár, 1904. augusztus 9.) teológiai doktor, csanádi apát-kanonok. 

## Élete
1845. augusztus 15-én fölszentelték; rekasi káplán volt és azon év október 1-től tanulmányi felügyelő a csanádi püspökmegyében. 1848-ban segédlelkész Bessenyőn és Fehértemplomban; azután a bécsi Szent Ágoston-intézet növendékpapja volt és 1853-ban teológiai doktor lett. Hazájába visszatérve szentszéki ülnök és tanárvizsgáló lett; plébános volt 1862-ben Grabácon, 1863-ban Németszentpéteren, 1869-ben Oravicabányán és esperes, majd Karánsebesen, 1877-ben Szakálházán, 1881-ben Hidegkúton, 1883. októberben kanonok és a csanádi szeminárium rektora; 1884-től 1892-ig a püspöki líceum aligazgatója, 1887-ben szentkereszti apát, 1897-ben püspöki helyettes, 1900-ben a pápa házi papja. Elhunyt 1904. augusztus 9-én esti 1/2 8 órakor, életének 82., áldozárságának 59. évében. Örök nyugalomra helyezték 1904. augusztus 11-én délután a temesvári székesegyház alatti sírboltban.

## Munkája
- Egyházi beszéd, kanonoki székfoglalási ünnepélye alkalmával a Csanád-egyházmegye székesegyházában 1883. okt. 9. Temesvár, 1883.